# Ивана Божовић Спасојевић
Ивана Божовић Спасојевић је специјалиста интерне медицине, субспецијалиста онколог, магистар клиничке фармакологије и доктор наука у онкологији. Тренуто на дужности наченик Дневне болнице за хемотерапију Института за онкологију и радиологију Србије.

## Живот и каријера
Дипломирала је на Медицинском факултету у Приштини 1999. год. са просечном оценом 9,79. Као студент генерације са најбољим успехом током студија на Универзитету у Приштинии добитник је Видовданске награде 1998. године.
Након завршених студија добила је стипендију Министарства за науку и технологију Владе Републике Србије за школовање на последипломским студијама на  Медицинском факултету у Београду.  Клиничко истраживање током ових студија започела је на одељењу Клиничке фармакологије и терапије ИОРС-а, а након успешно положених испита, децембра 2005. године одбранила је магистартску тезу под називом: "Емпиријска валидација клиничког одговора у лечењу болесника са фебрилном неутропенијом", под руководстваом ментора проф. Ранке Самарџић и коментора Научног саветника др Снежане Бошњак.
Специјализацију из Интерне медицине др Ивана је окончала 2007. године на Медицинском факултету у Београду са одличним успехом.
Ужу специјализацију из Клиничке онкологије завршила је марта 2017. год. на Медицинском факултету у Београду, одбраном рада под називом: "Терапијски одговор на неоадјувантну хемиотерапију антрациклинима, или секвенцијално антрациклинима и таксанима са или без трастузумаба код пацијенткиња са локално одмаклим карциномом дојке", код ментора проф. Радана Џодића.
На Институту за онкологију и радиологију (ИОРС) Србије ради од септембра 2001. године.

Од октобра 2009. године до октобра 2012. године др Ивана боравила је као истраживач сарадник на Институту  Jules Bordet  у Бриселу, а у оквиру стипендије коју додељује ТрансБИГ конзорцијум под покровитаљством Европског програма ФП7, код менторке професорке Fatime Cardoso и професорке Martine Piccart. 
Тежиште у клиничког истраживача било је студија u MINDACT (Microarray In Node negative Disease may Avoid ChemoTherapy), првој проспективној студији која пореди геномски профил тумора (70-gene expression profile, Mamma print®Agendia)  са стандардним клиничко-патолошким критеријумима у селекцији пацијенткиња за примену адјувантне хемиотерапије код раног карцинома дојке. Резултати ове студије објављени су 2016.год. у часопису New England Journal of Medicine,  у коме је др Божовић-Спасојевић наведена као један од сарадника који су учествовали у овом великом и важном академском пројекту.
Чланство у медицинским организацијама
Др Божовић-Спасојевић је стални члан конзилијума за дојку на ИОРС-у из области карцином дојке али и других солидним туморима.
Др Божовић-Спасојевић је члан водећих домаћих и међународних онколошких удружења, одбора и комисија; 
- Републичке стручне комисије за Онкологију, од 2015.;
- Организационог одбора младих онколога Србије који припада европском удружењу медикалних онколога;
- члан по позиву Агенције за лекове за област регистрације онколошких лекова у Републици Србији
- члан етичког одбора Србије.